# Egri Márta
Egri Márta (Budapest, 1950. szeptember 11. –) Jászai Mari-díjas magyar színésznő, Egri Kati nővére.

## Életpályája
Főiskolai tanulmányait a Színház- és Filmművészeti Főiskolán végezte 1969–1973 között Vámos László osztályában. 1973–1986 között a Vígszínház tagja volt. 1986–1991 között, valamint 2002–2007 között a szolnoki Szigligeti Színházhoz szerződött. 1991–1994 között szabadúszó volt. 1994–1998 között a Budapesti Kamaraszínházban szerepelt. 1998–2000 között az Új Színház  tagja volt. 2008–2015 között ismét szabadúszó lett, ez alatt az idő alatt számos vidéki és budapesti produkcióban szerepelt, többek között a Karinthy színházban és az Orlai Produkció előadásaiban. 2015 óta a tatabányai Jászai Mari Színház tagja.

## Családja
Egri István (1905–1980) színész és Náray Teri (1916–1995) színésznő gyermekeként született. Testvére: Egri Kati (1953–) színésznő. Első férje Székhelyi József volt. 1986-ban házasságot kötött Kis-Kovács Gergellyel. Két gyermeke van; Székhelyi Fruzsina (1976) és Kis-Kovács Luca (1987).

## Színházi szerepei

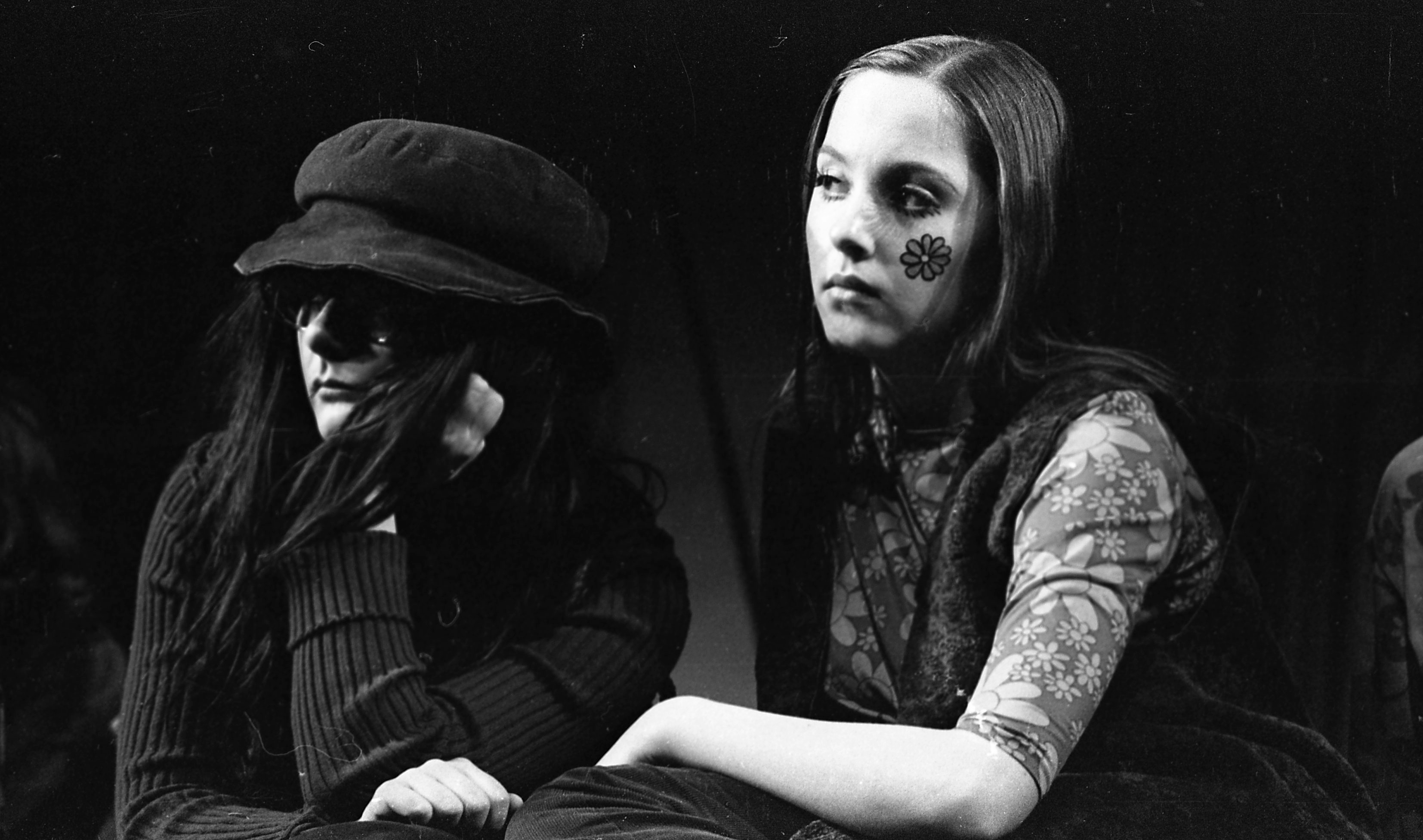
Képzelt riport egy amerikai popfesztiválról című musical előadása a Vígszínházban. Egri mellett Béres Ilona (Urbán Tamás felvétele)

A Színházi adattárban regisztrált bemutatóinak száma: 118.
- Victor Hugo: A királyasszony lovagja (Ruy Blas)....Egy duenna
- Federico García Lorca: Donna Rosita avagy Virágnyelv....Harmadik lány
- Tamási Áron: Énekes madár....1. vénasszony
- Molière: Kényeskedők....Magdi
- Galambos Lajos: Fegyverletétel....Johanna
- Gyurkovics Tibor: Nagyvizit....Ibi
- Schönthan: A szabin nők elrablása....Etelka
- Anton Csehov: Három nővér....Irina
- Williams: A vágy villamosa....Stella
- Molnár Ferenc: Liliom....Mari
- Presser Gábor: Képzelt riport egy amerikai popfesztiválról....Marianne
- Friedrich Schiller: Stuart Mária....Gertrud
- Max Frisch: Don Juan avagy a geometria szerelmese....Donna Anna
- Csehov: Cseresznyéskert....Ánya; Sarlotta Ivanovna
- William Shakespeare: Antonius és Cleopatra....Octavia
- Gyurkovics Tibor: Csóka-család....Edit
- Carlo Goldoni: Nyaralni mindenáron....Brigida
- Plenzdorf: Az ifjú W. újabb szenvedései....Charlotte
- Bond: Fej vagy írás....Joan
- Csurka István: Versenynap....Bakuczné
- Presser Gábor: Jó estét nyár, jó estét szerelem...Ilona
- Szabó Magda: Régimódi történet....Jablonczay Lenke; Gacsáry Emma
- Dosztojevszkij: Bűn és bűnhődés....Dunya
- Witold Gombrowicz: Operett....Márkinő
- Drzic: Dundo Maroje....Pére
- Vámos Miklós: Háromszoros vivát!....Monetárné
- Vampilov: Vadkacsavadászat....Vera
- Örkény–Valló: In memoriam Ö.I....
- Congreve: Szerelmet szerelemért....Igazlátóné
- Csurka István: Reciprok komédia....Zácsingerné
- Füst Milán: A zongora....Ilona
- Füst Milán: A lázadó....Olga
- Georges Feydeau: A balek....Pontagnacné
- Luigi Pirandello: Hat szereplő keres egy szerzőt....A színtársulat tagja
- Allen: Játszd újra, Sam!....Nancy
- Dorst: Merlin avagy a puszta ország....Ginevra királyné
- Shakespeare: Vízkereszt, vagy amit akartok....Olivia[7]
- Friedrich Dürrenmatt: Az öreg hölgy látogatása....Ottília
- Katona József: Bánk bán....Melinda
- Kálmán Imre: Csárdáskirálynő....Sylvia
- Döme Zsolt: Rákóczi tér....Gyerevissza
- Franz Kafka: A kastély....Olga
- Misima: Sade márkiné....Renée
- Kander–Ebb: Chicago....Roxie Hart
- Kálmán Imre: Az ördöglovas....Karolina
- Hellmann: Régimódi játékok....Anna Berniers
- Witkiewicz: Egy kis udvarházban....Kuzin
- García Márquez: Száz év magány....Rebeca
- Schwartz: Hit kell!....
- Szigligeti Ede: Liliomfiék....
- Schikaneder: Legenda a varázsfuvoláról....Mlle. Hoffmann
- Jacques Offenbach: Szép Heléna....Heléna
- Lope de Vega: A kertész kutyája....Diana
- Marlowe: II. Edward angol király....
- Arthur Miller: Alku....Esther Franz
- Calderón de la Barca: Az állhatatos herceg....
- Shakespeare: Othello....Emília
- Strindberg: Haláltánc....Alice
- Harold Pinter: A szerető....Sarah
- Shakespeare: III. Richárd....
- Shakespeare: Rómeó és Júlia....Júlia dajkája
- Jean Cocteau: Rettenetes szülők....Léonie
- Halász Péter: Egy őrült naplója avagy Az aknaszedő feljegyzései....Margó
- Csehov: Sirály....Polina
- Csiky Gergely: Ingyenélők....Elza
- Halász Péter: Gyerekünk....
- Molnár Ferenc: Olympia....Lina
- Makszim Gorkij: Éjjeli menedékhely....Anna
- Arthur Miller: Pillantás a hídról....Beatrice
- Huszka Jenő: Lili bárónő....Illésházy Agatha
- Csehov: Ivanov....Zinaida Szavisna
- Pasolini: Holnap érkezem....Lucia
- Heltai Jenő: A tündérlaki lányok....Bergné
- Herman: Őrült nők ketrece....Jacqueline
- Hamvai Kornél: Az erényes feleség....Nyanya
- Hamvai Kornél: Az anatómus....A doktorné
- Jones: Erik, a viking....Odin
- Friel: Pogánytánc....Kate
- Jarry: Übü....Lelkiismeret
- Gogol: Háztűznéző....Arina Pantyelejmonova
- Plautus: A bögre....Eunomia
- Örkény István: Macskajáték....Paula
- Lermontov: Álarcosbál....Stral bárónő
- Proust: Az eltűnt idő nyomában....De Guermantes hercegnő I.
- Sachs: A lovag meg az ibolya....Eufrónia hercegnő
- Sachs: A kalmár kosara....A kalmárné
- Sachs: A ravasz kikapós menyecske....Ágnes
- Bertolt Brecht: A szecsuáni jólélek....Asszony
- Schwab: Elnöknők....Erna
- Koltai-Nógrádi: Sose halunk meg....Teréz
- Gogol: A revizor....Anna Andrejevna
- Stephen King: Dolores....Dolores Claiborne
- Szirmai Albert: Mágnás Miska....Zsorzsi nagymama
- George Bernard Shaw: Tanner John házassága (A Don Juan-kód)....Whitefieldné
- Menchell: Sírpiknik....Ida
- Molière: Tudós nők....Belíza
- Austen: Büszkeség és balítélet....Mrs. Bennet
- Apostol együttes: Nem tudok élni nélküled....Judit
- Tabi László: Kabaré retro....
- Bohumil Hrabal: Sörgyári capriccio....Hroudová kisasszony
- Csurka István: Eredeti helyszín....I. Örömanya
- Cooney: Család ellen nincs orvosság....Mama
- Corman: Kramer kontra Kramer....
- Böhm György: Kalauz Jutka....Kalauz Jutka

## Filmjei
| - Lányarcok tükörben (1972) - Jelbeszéd (1974) - Hatásvadászok (1983) - Yerma (1984) - Ébredés (1995) - El niño (2000) - A Hídember (2002) - Pánik (2008) - November (2009) - Gondolj rám (2014) | - Az elsőszülött (1973) - A bolondok grófja (1974) - Micsoda idők voltak (1975) - Tudós nők (1975) - Az orchideák bolygója (1976) - Az ész bajjal jár (1977) - Küszöbök (1978) - Maskarák (1981) - Istenek és szerelmesek (1981) - Családi kör (1980-1981) - A nyomozás (1982) - Buborékok (1983) - In memoriam Ö. I. (1983) - A rágalom iskolája (1984) - Széchenyi napjai (1985) - Família Kft. (1991) - Pótvizsga (1996) - 7-es csatorna (1999) - Kisváros (2000) - Mai mesék: Egy kis szívesség (2000) - Régimódi történet (2006) - Tűzvonalban (2009) - Egynyári kaland (2015) - Válótársak (2017-2018) - Korhatáros szerelem (2017–2018) - Ízig-vérig (2019) - Mintaapák (2019-2021) |

## Díjai
- Varsányi Irén-emlékgyűrű (1985)
- Jászai Mari-díj (1993)
- Aase-díj (2015)
- Magyar Művészeti Akadémia Színházművészeti díja (2020)